# ユー・キャント・ウォーク・アウェイ・フロム・ラヴ
「ユー・キャント・ウォーク・アウェイ・フロム・ラヴ」 (You Can't Walk Away from Love)は、グロリア・エステファンの楽曲。ベスト・アルバム『GREATEST HITS VOL.2』に収録された新曲の内の一曲で、アルバムからプロモーショナル・シングルとしてリリースされた。
同年のアメリカ映画『ポワゾン』の主題歌であり、ミュージック・ビデオには映画のシーンが使用されている。

## 収録曲
US盤 プロモ・シングル
1. You Can't Walk Away From Love (AC Version) - 4:09
2. You Can't Walk Away From Love (Original Movie Version Edit) - 4:14